# Зигфрід Шведський
Зигфрід Шведський (швед. Sigfridaer, лат. Sigafridus, ісл. Sigurðr, давн-англ. Sigefrið/Sigeferð) —  скандинавський єпископ і просвітитель. Католицький святий і небесний покровитель Швеції.

## Біографія
Вважається, що Зигфрід народився в Нортумбрії (за іншою версією — у Гластонбері), прийняв чернецтво і став священиком в Йорку або Гластонбері. У 992 році англійський король Етельред II, на прохання норвезького короля Олафа Трюгвессона, який просив прислати в його королівство вчителів християнської віри, направив Зигфріда разом з двома іншими англійськими єпископами, Грімкелем і Йоанном.
Після звернення до християнства норманів Зігфрід вирішив продовжити розпочату справу у Швеції в 1002 році. Святий Ансгар проповідував в Швеції ще у 830 році. Друга хвиля місіонерів, в основному англосаксів, включаючи Зигфріда, пішла двома століттями пізніше. На півдні Швеції він проповідував з 1008 року. Проповідував також у Смоланді і Вестерйотланді. Він хрестив дванадцять правителів провінції і їхній приклад наслідували багато інших жителів — знаті і простих селян. Поблизу Уппсали хрестив короля Олафа. У Векше Зигфрід самотужки побудував дерев'яну церкву. Він висвятив двох шведських єпископів, щоб вони прийняли сусідні єпархії, проте сам залишався єпископом Векше до кінця свого життя.
За легендою, близько 1040 року на церкву у Векше під час богослужіння напали язичники і вбили всіх, в ній знаходилися. У числі загиблих було троє племінників Зигфріда, які допомагали своєму дядькові в його місіонерській спарві. Їх звали Унаман (священик), Сунаман (диякон) і Вінаман субдиякон. Їм відрізали голови, поклали їх у ящик і втопили в озері. Тіла поховали в глушині лісу, де їх ніколи не знайшли. Коли це сталося, Зигфрід був в Данії. Повернувшись і дізнавшись про те, що трапилося, він відправився на пошуки тіл своїх родичів-мучеників. Знайшовши скриньку з трьома головами, він звелів їм говорити. З волі Божої відрубані голови заговорили і розповіли свою історію. Святий єпископ запитав, чи буде злодіяння помщене. «Так!» відповіла перша голова. «Коли?» запитала друга. «У третьому поколінні!» відповіла третя. Так і сталося. Голови помістили в раку для поклоніння як святі мощі. Король Олаф прийшов в лють, дізнавшись про загибель священнослужителів, він наказав стратити вбивць, але по наполегливим проханням Зигфріда зберіг їм життя. Тоді Олаф наклав на винних величезний штраф на користь Зигфріда, але святий відмовився його прийняти, незважаючи на те, що він жив у крайній бідності і йому потрібно було заново відбудувати церкву. З цього часу його моральний авторитет в Швеції став беззаперечний.
Єпископ помер в похилому віці близько 1045 року. Його мощі були покладені під головним вівтарем собору Векше. Відразу після смерті Зигфріда на його могилі почали відбуватися численні дива і шведи стали почитати його як святого. У католицькій церкві його офіційно канонізували при папі Адріані IV.
Могила св. Зигфріда була об'єктом масового паломництва до часів Реформації, коли гробницю святого знищили, а його мощі пропали.

## Вшанування
В іконографії святого Зигфріда зображують у вигляді єпископа з двома ченцями (єпископи Грімкель та Йоанн), що перетинають море на кораблі. Його також можуть зображати крестячим короля Олофа, або під час боротьби з бісами. У Ворчестерширі є настінний живопис XIV століття, на якому, можливо, він зображений. Його також зображують у вигляді єпископа, що несе голови трьох племінників, яких іноді показують у вигляді трьох хлібин. Зображення святого знаходиться в гербі міста Векше.
Пам'ять Св. Зигфріда святкується 15 лютого і 22 серпня.